# Piedra sobre piedra
Piedra sobre piedra. Es una novela de la escritora israelí Batya Gur (Tel Aviv, 20 de enero de 1947 - 19 de mayo de 2005), publicada en español en 2005 (Madrid, Siruela, 2005, 304 páginas. Traducción del hebreo: Ana María Bejarano).

## Reseña
Una madre hace saltar por los aires la tumba de su propio hijo. Éste murió durante el servicio militar, víctima de una macabra broma. En la tumba habían esculpido las usuales palabras anónimas que se emplean en estos casos: «Caído en acto de servicio». Pero la madre no lo acepta. En la tumba de su hijo tiene que ser grabada, bien visible para todos, la verdad: «Asesinado por sus superiores».
Éste es el comienzo de una larga serie de desesperados intentos por parte de Rajel para que se haga justicia. Como en otras novelas de Batya Gur que no pertenecen a la serie policíaca de Michael Ohayon, por la que es conocida en el mundo de habla hispana, se ponen al descubierto las contradicciones y el lado oscuro de la sociedad israelí.
- Datos: Q6075315